# 블레킹에

블레킹에의 문장

블레킹에의 위치

블레킹에(스웨덴어: Blekinge)는 스웨덴 남부 예탈란드 지역을 구성하는 지방 가운데 하나로 면적은 2,900km2, 인구는 152,591명(2009년 기준)이다. 북쪽으로는 스몰란드 지방, 서쪽으로는 스코네 지방, 동쪽과 남쪽으로는 발트해와 접한다. 스웨덴 남부에 위치하며 블레킹에주가 이 지방에 속한다. 지방을 상징하는 꽃은 참나무속과 멀레인, 동물은 사슴벌레과이다.